# Patachich család
A zajezdai nemes, báró és gróf Patachich egy mára már valószínűleg kihalt, a XV. századból eredő magyar nemesi család.

## Története
A család első ismert felmenője Patachich Bertalan, akit a XIV. és XV. század fordulóján említenek. Ennek a Bertalannak a fia, István, már zarándi előnévvel szerepel. István Miklós nevű fia már a később is használatos zajezdai előnevet használta. Miklós fia, Péter a szigetvári ostromnál esett el 1566-ban. A család egy Boldizsár (Verőce vármegye főispánja), majd egy Ádám nevű tagja (későbbi kalocsai érsek) is bárói címet nyert. A Patachichok a grófi rangig is eljutottak, a már említett Boldizsár két fia, nevezetesen Sándor és Lajos részesülhettek ebben a kiváltságban. A családtagok közül még megemlítendő Gábor (1695–1745) kalocsai érsek és nagybátyja György boszniai püspök.